# Susan Kadis
Susan R. Kadis (née le 11 janvier 1953 à Toronto) est une femme politique canadienne. Elle fut députée à la Chambre des communes du Canada, représentant la circonscription ontarienne de Thornhill de 2004 à 2008 sous la bannière du Parti libéral du Canada.
Elle fut porte-parole des Libéraux en matière de Revenu national (janvier à novembre 2008) et de sciences et recherche (septembre 2006 à janvier 2007).